# Giuseppe Simonetti
Giuseppe Simonetti (né le 23 septembre 1709 à Castelnuovo di Farfa, alors dans les États pontificaux, et mort le 4 janvier 1767 à Rome) est un cardinal italien du XVIIIe siècle.

## Biographie
Giuseppe Simonetti exerce diverses fonctions au sein de la Curie romaine, notamment à la chambre apostolique, au Tribunal suprême de la Signature apostolique et à la Congrégation du Concile.
Il est élu archevêque titulaire de Petra-en-Palestine en 1761, secrétaire de la Congrégation des évêques en 1763 et le pape Clément XIII le crée cardinal lors du consistoire du 26 septembre 1766.

### Sources
- Fiche du cardinal sur le site fiu.edu